# Lijst van voetbalinterlands Brazilië - Noorwegen (vrouwen)
Deze lijst van voetbalinterlands is een overzicht van alle officiële voetbalinterlands tussen de nationale vrouwenteams van Brazilië en Noorwegen. De landen hebben tot nu toe negen keer tegen elkaar gespeeld.

## Wedstrijden
| № | Plaats          | Datum             | Competitie                              | Wedstrijd            | Uitslag            |
| - | --------------- | ----------------- | --------------------------------------- | -------------------- | ------------------ |
| 1 | Jiangmen        | 3 juni 1988       | FIFA Women's Invitation Tournament 1988 | Brazilië − Noorwegen | 2 − 1              |
| 2 | Panyu           | 10 juni 1988      | FIFA Women's Invitation Tournament 1988 | Noorwegen − Brazilië | 2 − 1              |
| 3 | Washington D.C. | 21 juli 1996      | Olympische Spelen 1996                  | Noorwegen − Brazilië | 2 − 2              |
| 4 | Athens          | 1 augustus 1996   | Olympische Spelen 1996                  | Brazilië − Noorwegen | 0 − 2              |
| 5 | Los Angeles     | 10 juli 1999      | WK 1999                                 | Brazilië − Noorwegen | 0 − 0 (n.p. 5 - 4) |
| 6 | Washington D.C. | 24 september 2003 | WK 2003                                 | Noorwegen − Brazilië | 1 − 4              |
| 7 | Tianjin         | 15 augustus 2008  | Olympische Spelen 2008                  | Brazilië − Noorwegen | 2 − 1              |
| 8 | Wolfsburg       | 3 juli 2011       | WK 2011                                 | Brazilië − Noorwegen | 3 − 0              |
| 9 | Oslo            | 7 oktober 2022    | Vriendschappelijk                       | Noorwegen − Brazilië | 1 − 4              |

## Samenvatting
| Competitie                         | Totaal gespeeld | Winst Brazilië | Gelijk | Winst Noorwegen | Doelsaldo Brazilië – Noorwegen |
| ---------------------------------- | --------------- | -------------- | ------ | --------------- | ------------------------------ |
| WK-eindronde                       | 3               | 2              | 1      | 0               | 7 − 1                          |
| Olympische Spelen                  | 3               | 1              | 1      | 1               | 4 − 5                          |
| FIFA Women's Invitation Tournament | 2               | 1              | 0      | 1               | 3 − 3                          |
| Vriendschappelijk                  | 1               | 1              | 0      | 0               | 4 − 1                          |
| Totaal                             | 9               | 5              | 2      | 2               | 18 − 10                        |